# Адміністративний устрій Новоушицького району
Адміністративний устрій Новоушицького району — адміністративно-територіальний поділ Новоушицького району Хмельницької області на 1 селищну об'єднану територіальну грмоаду та 3 сільських ради, які об'єднують 59 населених пунктів та підпорядковані Новоушицькій районній раді. Адміністративний центр — смт Нова Ушиця.

## Список громадНовоушицького району
- Новоушицька селищна громада

## Список радНовоушицького району
| № | Назва                            | Центр               | Населені пункти                | Площа км² | Місце за площею | Населення (2001), чол. | Місце за населенням |
| - | -------------------------------- | ------------------- | ------------------------------ | --------- | --------------- | ---------------------- | ------------------- |
| 1 | Борсуківська сільська рада       | с. Борсуки          | с. Борсуки с. Садове           | 26,769    | 3               | 938                    | 2                   |
| 2 | Вахновецька сільська рада        | с. Вахнівці         | с. Вахнівці с. Губарів         | 26,829    | 2               | 672                    | 3                   |
| 3 | Зеленокуриловецька сільська рада | с. Зелені Курилівці | с. Зелені Курилівці с. Пижівка | 52,267    | 1               | 1839                   | 1                   |

* Примітки: м. — місто, с-ще — селище, смт — селище міського типу, с. — село